# 新流星蝴蝶劍
《新流星蝴蝶劍》，是1993年上映的一部香港功夫電影，由麥當傑执导，梁朝偉、楊紫瓊、甄子丹和王祖賢主演。

## 劇情簡介
明朝年間，太監弄權，東廠曹公公與西廠李公公成為兩股抗衡勢力。全身癱瘓的曹公公發現李公公在武林中勾結聚賢山莊莊主孫玉伯欲圖謀反，欲得其密函揭發其陰謀。高老大派孟和葉取得密函後趕往曹府，結果發現曹並不是全身癱瘓，相反更是一位武功極為高強的人。“快活林”兩員高手孟星魂（梁朝偉飾）和葉翔（甄子丹飾）皆為“快活林”主人高老大（楊紫瓊飾）從小收養的孤兒，同時也是“快活林”的兩員頂尖的殺手。
孟星魂性格開朗浪漫，喜愛觀星空，深得高老大的賞識，奈何孟鍾情於愛妻小蝶（王祖賢飾），小蝶一向不知孟的身份，以為孟是一名小商人，但兩人卻是真心相愛，志趣相投；葉則孤僻冷傲，私下卻暗戀高老大的高手，這次武林中的腥風血雨就是由他一手掀起來的。
此時，李公公已經被殺，真正預謀造反的其實是曹，於是一場血戰開始，在小王爺的拔刀相助下，高、葉、孟終於把曹置於死地。在這時，高老大可以號令武林，但她又怕失去孟，但孟的心仍向着小蝶，而葉也欲向高老大表白心跡，他們最終會做出怎樣的選擇呢。

## 演員
| 演員   | 角色   | 備註 |
| 梁朝偉 | 孟星魂 |      |
| 楊紫瓊 | 高寄萍 |      |
| 王祖賢 | 孫蝶   |      |
| 林志穎 | 賈皇爺 |      |
| 甄子丹 | 葉翔   |      |
| 庹宗華 | 律香川 |      |
| 徐錦江 | 孫玉伯 |      |
| 葉全真 | 何菁   |      |
| 李家鼎 |        |      |
| 張國柱 | 李書田 |      |
| 李為   | 孫劍   |      |
| 黃仲渠 | 曹守正 |      |
| 初本科 |        |      |
| 蔡憲章 |        |      |
| 蔡堅成 |        |      |
| 張仲猶 |        |      |
| 林光進 |        |      |
| 王耀   |        |      |
| 孫小明 |        |      |
| 蘇文賜 |        |      |

## 外部連結
- 香港影庫上《新流星蝴蝶劍》的資料（繁體中文）
- 互联网电影数据库（IMDb）上《新流星蝴蝶劍》的资料（英文）